# Ливингстон (Техас)
Ливингстон (англ. Livingston) — город в США, расположенный в восточной части штата Техас, административный центр округа Полк. По данным переписи за 2010 год число жителей составляло 5335 человек, по оценке Бюро переписи США в 2015 году в городе проживало 5172 человека.

## История

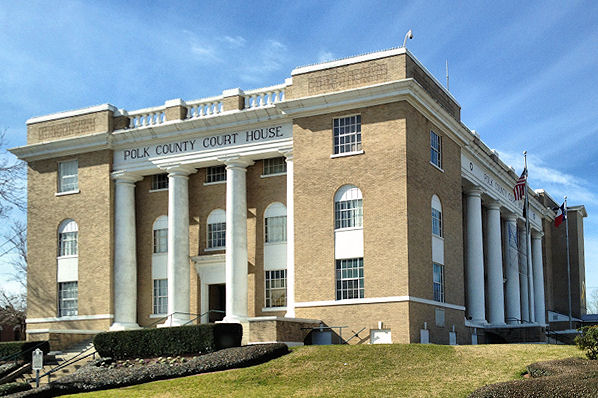
Здание суда округа Полк в Ливингстоне

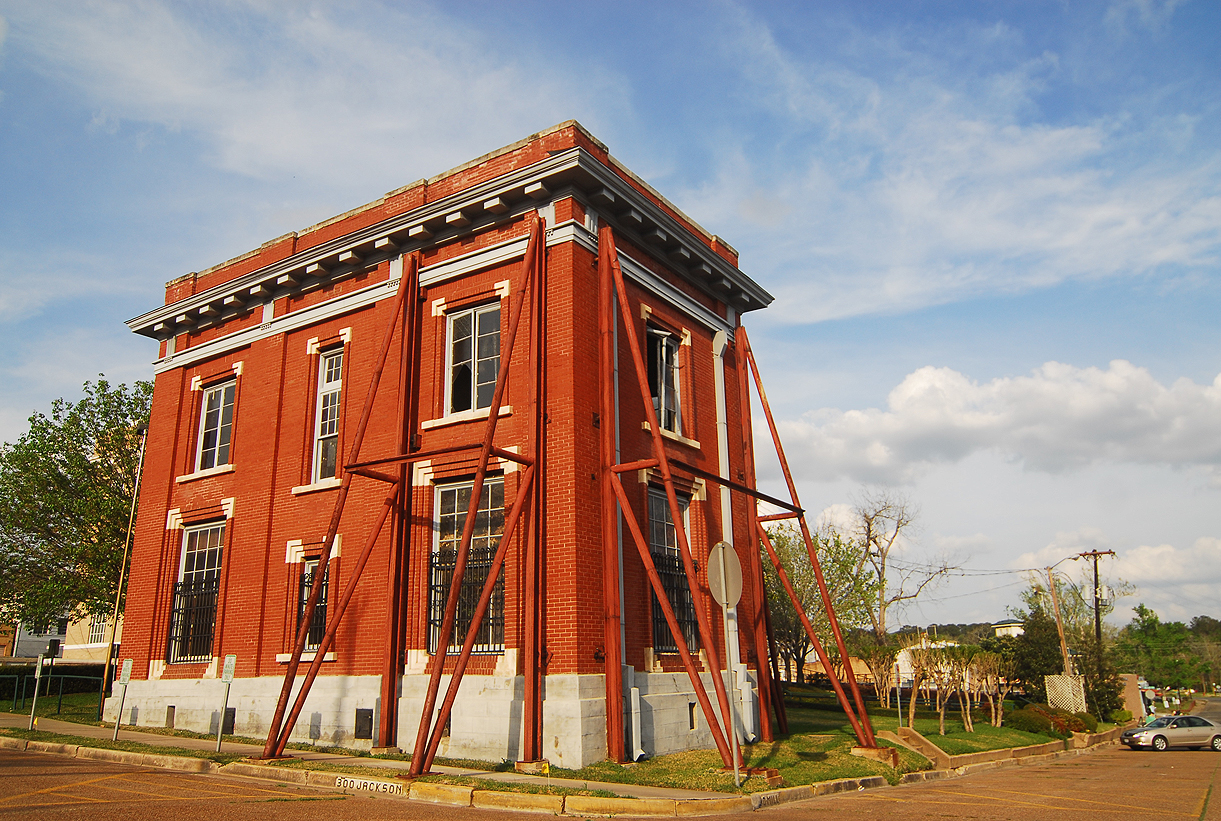
Исторический центр города

Участок земли, на котором расположен нынешний город, был куплен Мозесом Чоате в 1835 году. Чоате первоначально, в 1839 году, назвал поселение Спрингфилд. В 1846 году был образован округ Полк и Чоате пожертвовал 100 акров своей земли при условии, что на ней будет располагаться центр округа. Новый город был назван Ливингстон в честь родного города Чоате в Теннесси. Первые годы в городе преобладала сельскохозяйственная отрасль, а основными выращиваемыми культурами были хлопок и кукуруза. С 1858 года в городе начали издавать газету.
Пришедшая в город железная дорога Houston East and West Texas Railway, а также постройка ряда лесопилок в регионе способствовали росту населения города. 2 декабря 1902 года Ливингстон получил устав, началось формирование органов местного управления. В том же году из-за засухи произошёл сильный пожар, уничтоживший большую часть города, появилась кирпичная фабрика. В 1903 году была образована телефонная компания города, в 1905 году построена электростанция. В те же годы была построена ещё одна железнодорожная линия, Livingston and Southeastern Railway, а в 1917 году завершилось строительство автомагистрали 35 штата Техас (сейчас US-59).
Новый виток развития города начался с обнаружением в регионе нефти в 1932 году. Наряду с прибылями от операции месторождений, диверсифицированное сельское хозяйство и лесозаготовки по-прежнему приносят стабильный доход городу.

## География
Ливингстон находится в юго-западной части округа, его координаты: 30°42′36″ с. ш. 94°56′17″ з. д..
Согласно данным бюро переписи США, площадь города составляет около 22,6 км2, практически полностью занятых сушей.

### Климат
Согласно классификации климатов Кёппена, в Ливингстоне преобладает влажный субтропический климат (Cfa).
| Показатель                                   | Янв. | Фев.  | Март | Апр. | Май  | Июнь | Июль | Авг. | Сен. | Окт. | Нояб. | Дек.  |
| -------------------------------------------- | ---- | ----- | ---- | ---- | ---- | ---- | ---- | ---- | ---- | ---- | ----- | ----- |
| Абсолютный максимум, °C                      | 30   | 33,3  | 35   | 35   | 37,8 | 40   | 43,9 | 43,9 | 43,9 | 37,8 | 32,8  | 31,1  |
| Средний суточный максимум, °C                | 15   | 18    | 22   | 26   | 29   | 32   | 34   | 34   | 32   | 27   | 21    | 17    |
| Средний суточный минимум, °C                 | 2    | 3     | 8    | 11   | 16   | 20   | 22   | 21   | 18   | 12   | 7     | 3     |
| Абсолютный минимум, °C                       | −15  | −15,6 | −7,8 | −3,9 | 3,3  | 8,3  | 10,6 | 10   | 2,2  | −3,9 | −8,3  | −16,1 |
| Норма осадков, мм                            | 108  | 100   | 98   | 83   | 124  | 145  | 90   | 85   | 103  | 123  | 131   | 119   |
| Источник: intellicast.com, usclimatedata.com |      |       |      |      |      |      |      |      |      |      |       |       |

## Население
Согласно переписи населения 2010 года в городе проживало 5335 человек, было 1958 домохозяйств и 1287 семей. Расовый состав города: 67,1 % — белые, 18 % — афроамериканцы, 0,7 % — коренные жители США, 1,1 % — азиаты, 0,1 % (3 человека) — жители Гавайев или Океании, 11,3 % — другие расы, 1,8 % — две и более расы. Число испаноязычных жителей любых рас составило 19,7 %.
Из 1958 домохозяйств, в 36,8 % живут дети младше 18 лет. 41,4 % домохозяйств представляли собой совместно проживающие супружеские пары (17,4 % с детьми младше 18 лет), в 19,3 % домохозяйств женщины проживали без мужей, в 5,1 % домохозяйств мужчины проживали без жён, 34,3 % домохозяйств не являлись семьями. В 29,8 % домохозяйств проживал только один человек, 12,8 % составляли одинокие пожилые люди (старше 65 лет). Средний размер домохозяйства составлял 2,58 человека. Средний размер семьи — 3,19 человека.
Население города по возрастному диапазону распределилось следующим образом: 29,3 % — жители младше 20 лет, 23,9 % находятся в возрасте от 20 до 39, 30,5 % — от 40 до 64, 16,1 % — 65 лет и старше. Средний возраст составляет 37,1 года.
Согласно данным опросов пяти лет с 2011 по 2015 годы, средний доход домохозяйства в Ливингстоне составляет 38 689 долларов США в год, средний доход семьи — 60 463 доллара. Доход на душу населения в городе составляет 20 325 долларов. Около 12 % семей и 21,1 % населения находятся за чертой бедности. В том числе 26,5 % в возрасте до 18 лет и 17,4 % в возрасте 65 и старше.

## Местное управление

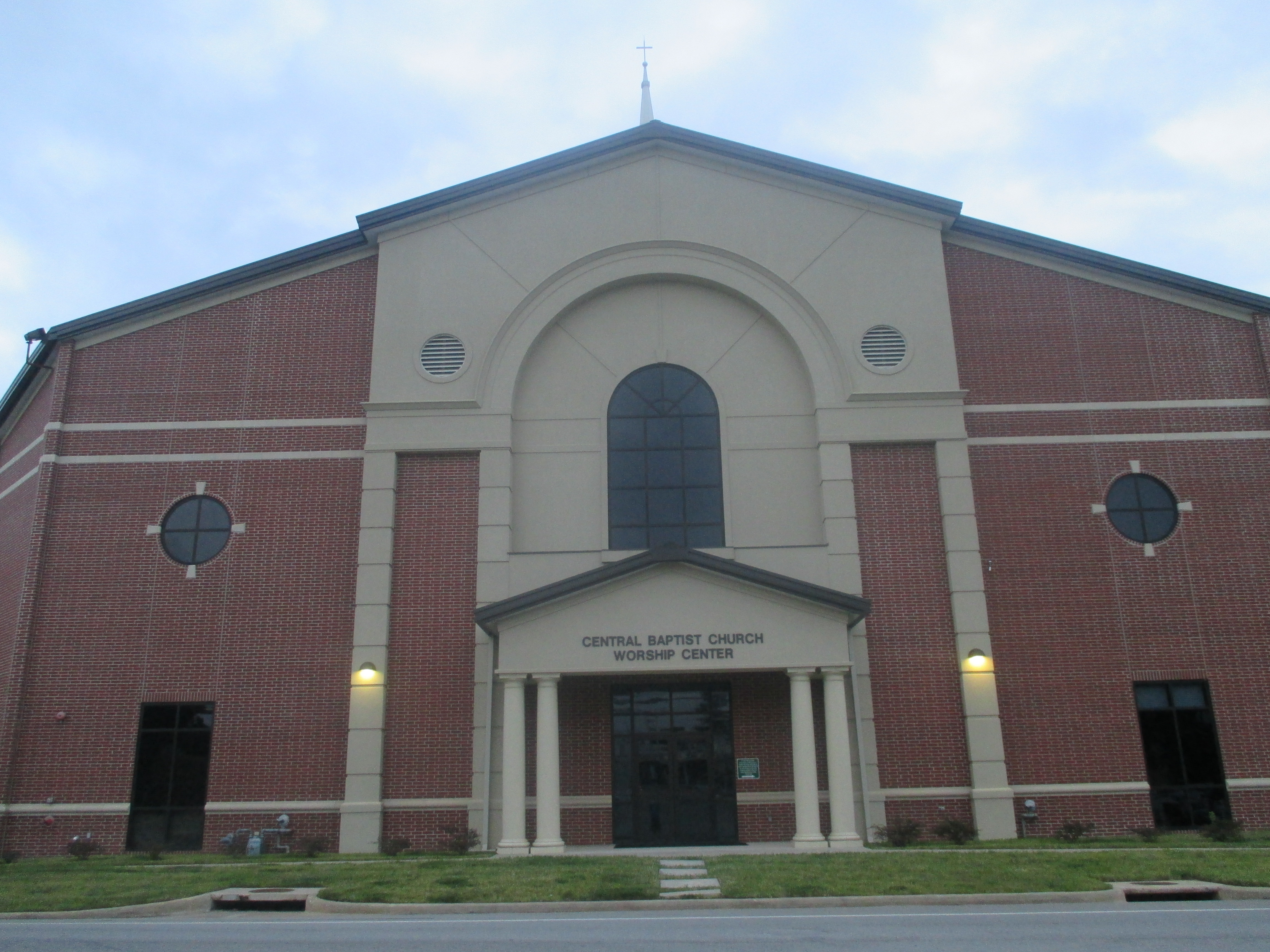
Центральная баптистская церковь Ливингстона

Управление городом осуществляется мэром и городским советом, состоящим из пяти человек. Назначаемыми позициями в администрации города являются: 
- Сити-менеджер и его помощник
- Городской секретарь
- Городской адвокат
- Финансовый директор
- Шеф полиции
- Начальник пожарной охраны
- Городской инженер
- Муниципальный судья
- Начальник строительных служб
- Офицер службы здравоохранения
- Координатор главной улицы города
- Смотритель городского гаража
- Глава общественной библиотеки
- Координатор планирования и развития города
- Координатор мероприятий города
- Главный электрик
- Глава отдела общественных работ и его помощник

## Инфраструктура и транспорт

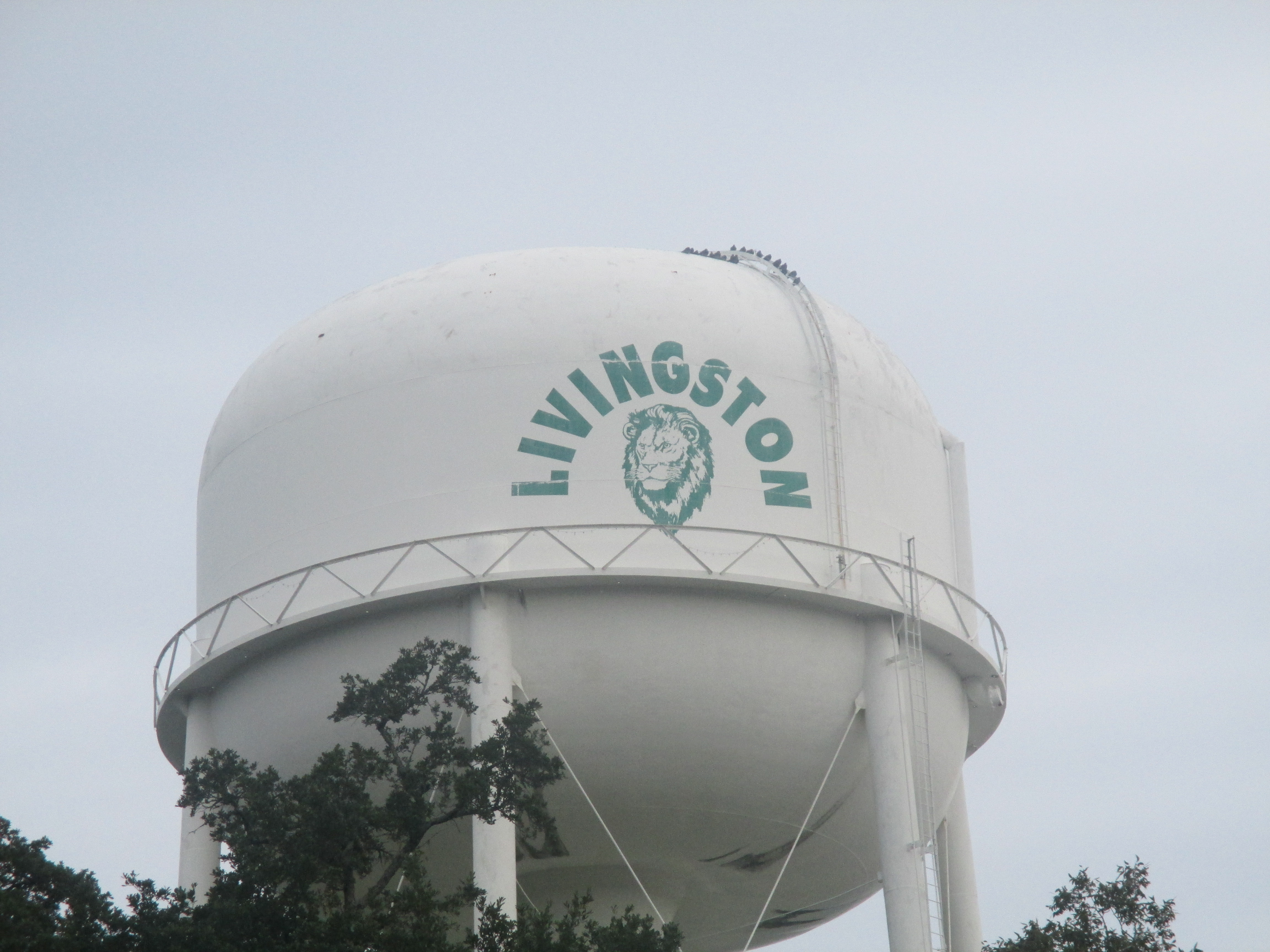
Водонапорная башня Ливингстона

Через Ливингстон проходят автомагистрали США 59, 59-бизнес и 190, а также автомагистраль 146 штата Техас.
В городе располагается муниципальный аэропорт Ливингстона. Аэропорт Ливингстона располагает одной взлётно-посадочной полосой длиной 1129 метров. Ближайшим аэропортом, выполняющим коммерческие рейсы, является аэропорт Хьюстон Интерконтинентал. Аэропорт находится примерно в 95 километрах к юго-западу от Ливингстона.

## Образование
Город обслуживается независимым школьным округом Ливингстон.
В Ливингстоне находится филиал колледжа Ангелины. В 2014 году открылся общественный колледж округа Полк.

## Экономика

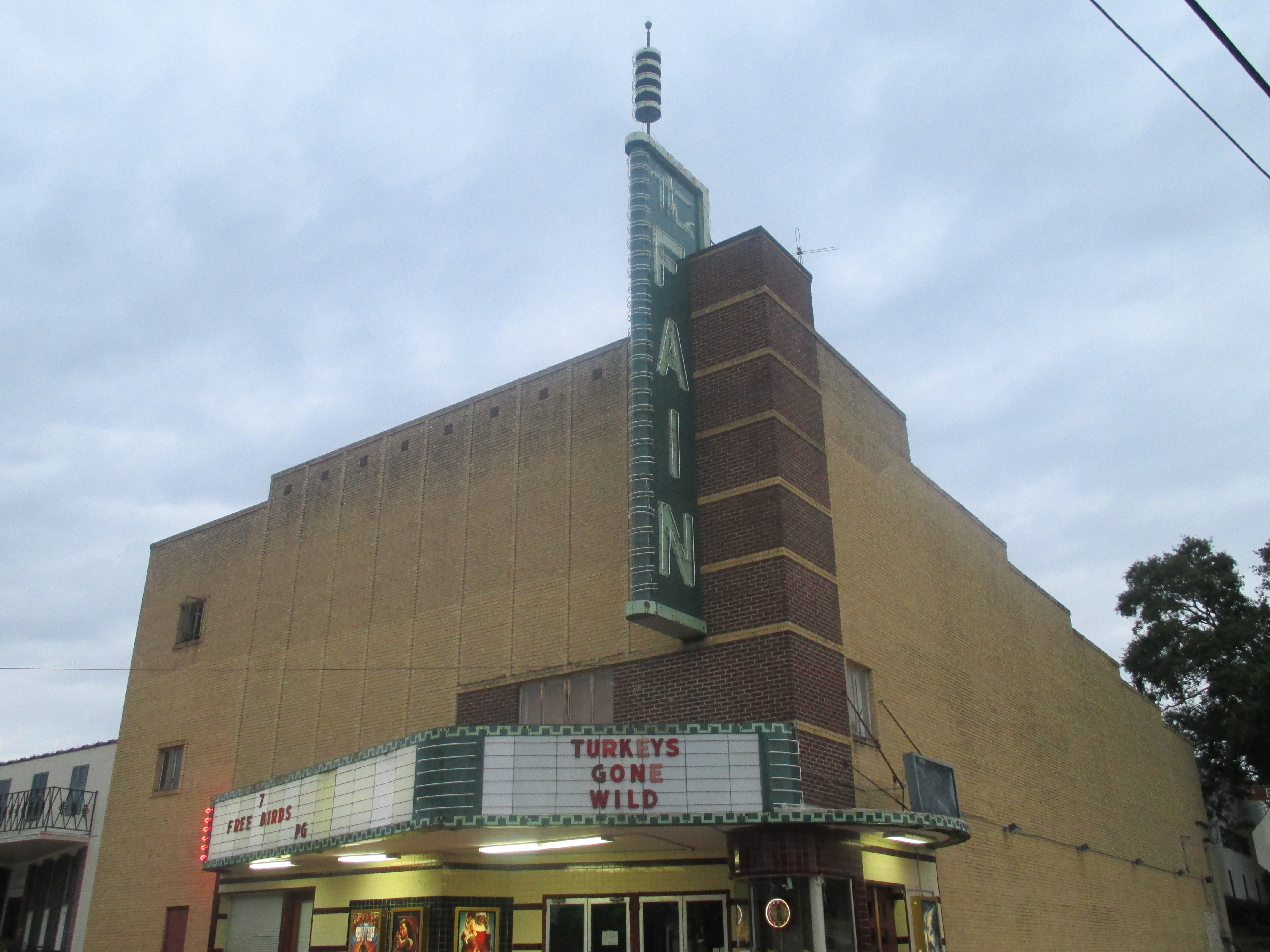
Закрытый кинотеатр The Fain Theatre

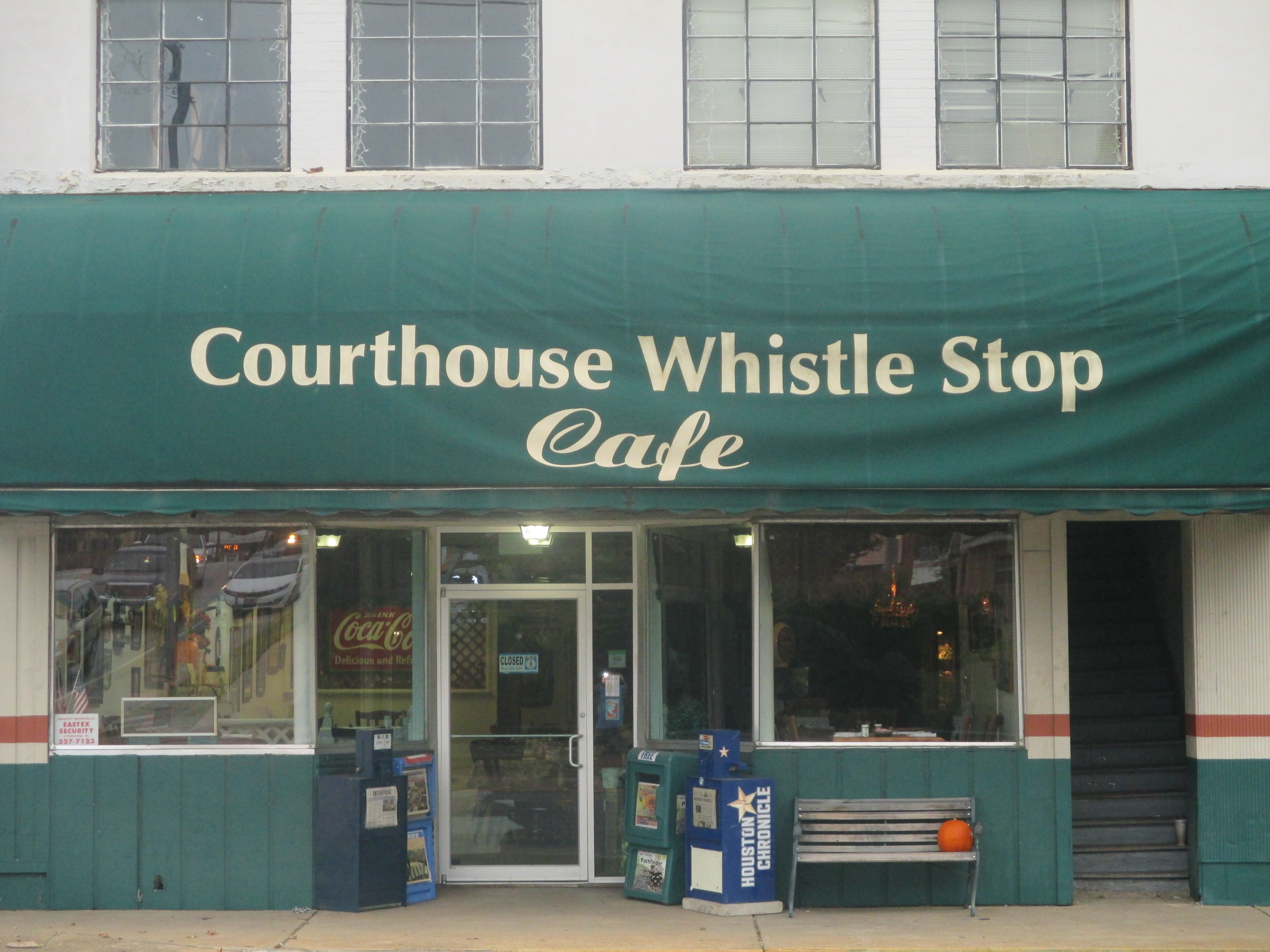
Кафе в центре Ливингстона

Согласно финансовому отчёту за 2015—2016 финансовый год, Ливингстон владел активами на $74,18 млн, долговые обязательства города составляли $34,73 млн. Доходы города в 2016 году составили $28,65 млн, а расходы — $22,19 млн.

## Отдых и развлечения
Рядом с городом располагается водохранилище Ливингстон площадью 336 км2, построенное в 1968 году, популярное место рыбалки и отдыха. На берегах озера находится парк штата Lake Livingston State Park. В начале 1970-х годов к востоку было открыто еще одно популярное туристическое место - резервация индейцев Алабама-Коасати.